# Ursula Rosenow
Ursula Anna Elise Rosenow, verheiratete Eilemann (* 15. Mai 1920 in Charlottenburg; † 21. September 1968 in Lövenich) war eine deutsche Tennisspielerin und die Ehefrau von Günter Eilemann.
Ursula Rosenow (genannt Ulla) besuchte nach der Volksschule und der Weiterführende Schule die Handelsschule, bevor sie 1938 eine Stellung im Kriegsministerium antrat. Mit 13 Jahren begann sie beim Siemens Tennis-Klub Blau-Gold 1913 e. V. in Berlin das Tennisspiel zu erlernen. Nach einigen ersten Erfolgen im Juniorentennis gelang bald ein erster Turniersieg im gemischten-Doppel gemeinsam mit dem italienischen Spieler Augusto Rado. 1937 und 1938 gewann sie die Deutschen Jugendmeisterschaften und 1939 die Deutschen Tennis-Hallenmeisterschaften in Bremen. 1940 und 1941 gewann sie in Braunschweig die Nationalen deutschen Tennismeisterschaften im Einzel sowie 1940, gemeinsam mit Kurt Gies, den Mixed-Wettbewerb.
1948 gewann Ursula Rosenow beim Turnier in Hamburg das Einzel der Internationalen Tennismeisterschaften von Deutschland.
In Garmisch-Partenkirchen lernte sie 1947 Günter Eilemann kennen, den sie 1948 in Köln heiratete. Dort arbeitete sie beim Marienburger Sport-Club als Tennislehrerin und nahm weiter an Tennisturnieren wie den Internationalen Tennismeisterschaften von Deutschland 1951 und 1953 teil. Aus der Ehe mit Günter Eilemann entstammt ihre Tochter Gaby (* 1950).
Ulla Eilemann starb 1968 an einem Herzinfarkt. Ihre Grabstätte befindet sich auf dem Friedhof in Lövenich.